# Seeing Double
Seeing Double (2002) is een film, geregisseerd door Nigel Dick, met daarin de Britse popgroep S Club 7. Het verhaal gaat over een gestoorde professor Victor (David Gant), die in zijn laboratorium in Eagle Peak klonen maakt van de leden van de groep. 
Manager Alistair (Joseph Adams) wordt, na het zien van een optreden van de klonen op TV, gekidnapt en de echte band wordt naar de gevangenis gestuurd. Ze weten te ontsnappen en vliegen naar Los Angeles, waar bandleden Jon, Rachel en Hannah hun klonen vervangen, die vervolgens Brad, Tina en Jo helpen. Op het eind is iedereen terug in Eagle Peak, waar Victor wordt gearresteerd. De klonen geven een optreden, terwijl de echte band op vakantie gaat.
De film werd na het vertrek van Paul Cattermole opgenomen, en dus onder naam S Club Seeing Double uitgebracht. Seeing Double werd slecht door de kritieken ontvangen en niet in Nederland uitgebracht, maar werd wel op 1 september 2007 en op 19 januari 2008 op RTL 4 uitgezonden.